# فرانك ماتشام
فرانك ماتشام (بالإنجليزية: Frank Matcham)‏ (و. 1854 – 1920 م) هو مهندس معماري  بريطاني، ولد في Newton Abbot ‏، توفي في وستكليف أون سي، عن عمر يناهز 66 عاماً ، بسبب إنتان.

## أعمال بارزة
من أهم أعماله:
- London Coliseum [الإنجليزية]‏[4]
- Victoria Quarter [الإنجليزية]‏
- بالاديوم لندن[4]
- Hackney Empire [الإنجليزية]‏[4]
- Buxton Opera House [الإنجليزية]‏